# Candace Chapman
Candace Marie Chapman (* 2. April 1983 in Port of Spain, Trinidad und Tobago) ist eine ehemalige kanadische Fußballspielerin. Während sie in ihrer High-School- und College-Zeit noch im Sturm spielte, lief sie später in Verein und Nationalmannschaft in der Abwehr auf.

## Werdegang
Chapman begann mit dem Fußballspielen an der High-School und spielte dann für verschiedene Teams bei regionalen Meisterschaften. Ab 2006 spielte sie für die Vancouver Whitecaps Women und gewann mit ihnen 2006 die W-League-Meisterschaft. Ab dem Start der Women’s Professional Soccer spielte sie für die Boston Breaker, wechselte dann zu FC Gold Pride, und, als dieser trotz Meisterschaft aufgelöst wurde, 2011 zu Western New York Flash.
Mit 18 Jahren machte sie beim Algarve-Cup am 1. März 2002 gegen Schottland ihr erstes von mittlerweile 88 Länderspielen.
2002 gewann sie beim CONCACAF Women’s Gold Cup und mit der U-19 bei der Weltmeisterschaft 2002 Silber. In beiden Fällen verloren die Kanadierinnen im Endspiel gegen die USA. An der Weltmeisterschaft konnte sie aufgrund eines Kreuzbandrisses nicht teilnehmen.

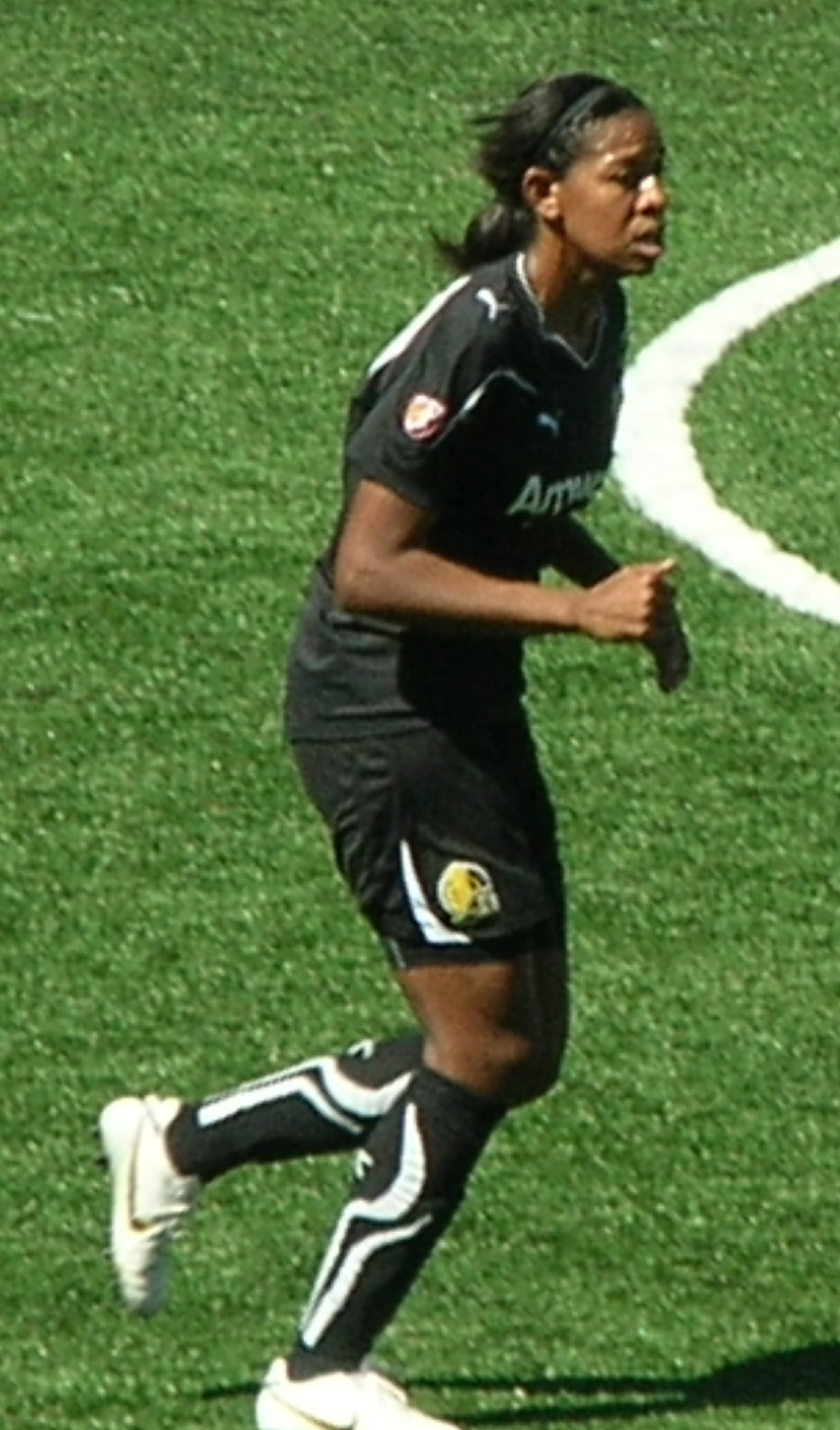
Chapman beim FC Gold Pride (2010).

Auch beim CONCACAF Women’s Gold Cup 2006 reichte es wieder nur zu Silber. Bei den Panamerikanischen Spielen 2007 kam Bronze hinzu. Bei der WM 2007 kam sie in drei Spielen zum Einsatz und erzielte ein Tor. 2008 nahm sie an den Olympischen Spielen in Peking teil, erzielte das erste Tor des Turniers und erreichte mit Kanada das Viertelfinale, in dem sie erneut den USA unterlagen. 2010 gewann sie den ersten Titel mit der Nationalmannschaft: Beim CONCACAF Women’s Gold Cup 2010 platzierten sich die Kanadierinnen erstmals vor den USA, nachdem die USA im Halbfinale an Mexiko gescheitert war. Kanada qualifizierte sich damit direkt für die WM 2011, bei der sie im Eröffnungsspiel auf Gastgeber Deutschland treffen. Candace war Mitglied des kanadischen Kaders für die WM und wurde im Eröffnungsspiel gegen Deutschland eingesetzt. Auch in den beiden weiteren Gruppenspielen kam sie zum Einsatz, schied aber mit Kanada nach drei Niederlagen in der Vorrunde aus.
Am 27. Januar 2012 machte sie im Halbfinale der Olympiaqualifikation gegen Mexiko ihr 100. Länderspiel und konnte sich mit ihrer Mannschaft für die Olympischen Spiele in London qualifizieren.
Für die Olympischen Spiele 2012 wurde sie ebenfalls nominiert. Sie kam im ersten und letzten Spiel zum Einsatz und gewann mit ihrer Mannschaft die Bronzemedaille.
In der Saison 2013 spielte sie in der neugegründeten National Women’s Soccer League, der höchsten amerikanischen Profiliga im Frauenfußball, für Washington Spirit. Ende März 2014 wurde sie von ihrem Arbeitgeber freigestellt.

## Erfolge
- W-League Meister 2006 (mit Vancouver Whitecaps Women)
- Zypern-Cup-Sieger 2008, 2010, 2011
- Women’s Professional Soccer Meister 2010 (mit FC Gold Pride) und 2011 (mit Western New York Flash)
- CONCACAF Women’s Gold Cup 2010 Sieger
- Panamerikanische Spiele 2011: Goldmedaille
- Olympische Spiele 2012: Bronzemedaille
- Aufnahme in die Canada Soccer Hall of Fame 2018